# Liebe zu dritt
"Liebe zu dritt" – siódmy singiel wykonany przez Aleksa C. wspólnie z Yass, wydany w 2008 roku. Do utworu został nagrany teledysk.

## Lista utworów
1. "Liebe zu Dritt" (Radio Edit}
2. "Liebe zu Dritt" (Extended Version)
3. "Liebe zu Dritt" (Brisby & Jingles Remix)
4. "Liebe Zu Dritt" (Picco vs. Jens O. Jump Remix)
5. "Liebe Zu Dritt" (Luke Payton's Village RMX)

## Listy przebojów
| Kraj    | Lista (2008/2009) | Najwyższa pozycja |
| ------- | ----------------- | ----------------- |
| Niemcy  | Top 100 Singles   | 28                |
| Austria | Singles Top 75    | 29                |